# Aljaksej Baranau
Aljaksej Uladsimirawitsch Baranau (belarussisch Аляксей Уладзіміравіч Баранаў, russisch Алексей Владимирович Баранов/Alexei Wladimirowitsch Baranow; * 6. April 1980 in Elektrostal, Russische SFSR) ist ein ehemaliger russisch-belarussischer Eishockeyspieler und heutiger -trainer, der über viele Jahre für verschiedene Klubs der belarussischen Extraliga aktiv war. Seit 2017 gehört er dem Trainerstab des HK Junost Minsk an.

## Karriere
Aljaksej Baranau begann seine Karriere als Eishockeyspieler in seiner Heimatstadt in der Nachwuchsabteilung von Kristall Elektrostal. Von dort aus wechselte er zu Krylja Sowetow Moskau, für dessen Profimannschaft er in der Saison 1999/2000 sein Debüt in der Wysschaja Liga, der zweiten russischen Spielklasse, gab. Anschließend kehrte der Verteidiger zu seinem mittlerweile in Elemasch umbenannten Heimatverein aus Elektrostal zurück, für den er bis 2003 ebenfalls in der Wysschaja Liga spielte. Die Saison 2003/04 begann er beim HK Keramin Minsk, für den er parallel in der belarussischen Extraliga, sowie der East European Hockey League aktiv war. Im weiteren Saisonverlauf kam er zudem zu Einsätzen für die russischen Zweitligisten Kristall Elektrostal und Neftjanik Leninogorsk, sowie Chimik Woskressensk aus der russischen Superliga.
Von 2004 bis 2006 stand Baranau jeweils ein Jahr lang in Belarus bei seinem Ex-Klub HK Keramin Minsk und dem HK Brest unter Vertrag. Die Saison 2006/07 begann er bei Metallurg Schlobin, kehrte jedoch im weiteren Saisonverlauf erneut zu Keramin Minsk zurück. Von 2007 bis 2009 spielte er für den HK Njoman Hrodna. Zur Saison 2009/10 wechselte der Linksschütze zum belarussischen Spitzenverein HK Junost Minsk, mit dem er auf Anhieb belarussischer Meister wurde. 2011 gewann er mit Junost Minsk auf europäischer Ebene den IIHF Continental Cup. Im Finalturnier, dessen Gastgeber Junost Minsk war, erzielte er in drei Spielen je ein Tor und eine Vorlage und wurde in das All-Star Team des Finalturniers gewählt. Zudem gewann er mit Junost erneut den belarussischen Meistertitel. Zur Saison 2011/12 kehrte er zu seinem Ex-Verein HK Njoman Hrodna zurück.
Zwischen 2012 und 2015 spielte Baranau wieder für Junost Minsk und gewann zwei weitere Vizemeisterschaften mit dem Klub, ehe er seine Karriere beendete. Anschließend wechselte er in den Nachwuchsbereich von Junost als Trainer und wurde 2017 Assistenztrainer der Profimannschaft.

## Erfolge und Auszeichnungen
- 2010 Belarussischer Meister mit dem HK Junost Minsk
- 2011 IIHF-Continental-Cup-Gewinn mit dem HK Junost Minsk
- 2011 All-Star-Team des IIHF Continental Cup
- 2011 Belarussischer Meister mit dem HK Junost Minsk
- 2018 Gewinn des IIHF Continental Cups mit dem HK Junost Minsk (als Trainer)
- 2019 Belarussischer Meister mit dem HK Junost Minsk (als Trainer)